# Шагас Матос, Дьянфрес Дуглас
Дьянфрес Дуглас Шагас Матос (порт. Dyanfres Douglas Chagas Matos; 30 декабря 1987 года, Моррус) — бразильский футболист, нападающий японского клуба «Касива Рейсол».

## Клубная карьера
Родившийся в бразильском штате Мараньян Дуглас — воспитанник местного футбольного клуба «Мото Клуб». Он выступал за бразильскую «Мадурейру», а затем за команду бразильской Серии B «Фигейренсе». В июле 2010 года Дуглас на правах аренды перешёл в клуб японской Джей-лиги 2 «Токусима Вортис». В сезоне 2013 он забил за команду 13 мячей в лиге, тем самым внеся существенный вклад в продвижение «Токусимы Вортис» в Джей-лигу 1.
1 марта 2014 года Дуглас дебютировал в главной японской лиге, выйдя в основном составе в гостевом матче с командой «Саган Тосу». Но в середине того же года он вернулся в Джей-лигу 2, будучи отданным в аренду команде «Киото Санга». 2015 год Дуглас также на правах аренды провёл за клуб Джей-лиги 1 «Санфречче Хиросима». Он стал по итогам сезона чемпионом Японии в её составе, а сам он с 22 забитыми голами занял второе место в списке лучших бомбардиров лиги. Среди прочего Дуглас отметился двумя хет-триками: в поединках с командами «Нагоя Грампус» (дома, 29 августа) и «Сёнан Бельмаре» (дома, 22 ноября).
В январе 2016 года бразилец подписал контракт с эмиратским «Аль-Айном». 6 марта того же года он сделал хет-трик в гостевом поединке против «Аль-Джазиры», а 22 сентября в домашнем с «Эмирейтс».
В начале 2018 Дуглас перешёл в клуб турецкой Суперлиги «Аланьяспор».

## Достижения
«Санфречче Хиросима»
- Чемпион Японии (1): 2015
- Третье место на Клубном чемпионате мира (1): 2015